# علی‌اکبر یارمحمدی
علی‌اکبر یارمحمدی سیاست‌مدار ایرانی بود، که در  دوره بیست و دوم  بعنوان نماینده مشهد در مجلس شورای ملی حضور داشت.